# Yasumasa Kanada
Yasumasa Kanada (金田 康正, Kanada Yasumasa) (Himeji, 1949 - 11 februari 2020) was een Japans wiskundige. Hij is bekend omwille van het feit dat hij samen met zijn team de meeste cijfers van pi (1,2411 biljoen) heeft berekend. Die berekening, uitgevoerd door een supercomputer, nam meer dan 600 uur in beslag.
Kanada was professor op het departement Informatiewetenschappen aan de Universiteit van Tokio.